# Scinax angrensis
Scinax angrensis är en groddjursart som beskrevs av Lutz 1973. Scinax angrensis ingår i släktet Scinax och familjen lövgrodor. IUCN kategoriserar arten globalt som livskraftig. Inga underarter finns listade i Catalogue of Life.